# Liste der Baudenkmale im Landkreis Gifhorn
Die Liste der Baudenkmale im Landkreis Gifhorn enthält die nach dem Niedersächsischen Denkmalschutzgesetz geschützten Baudenkmale im niedersächsischen Landkreis Gifhorn. 
Der Übersicht und Länge halber ist die Liste nach den Städten und Gemeinden des Landkreises separiert. Diese Einteilung findet sich in der folgenden Tabelle, in der zu jedem Eintrag, soweit möglich, ein exemplarisches Foto eines Baudenkmals aus der jeweiligen Stadt oder Gemeinde zu finden ist.
| Bild | Stadt/Gemeinde | Karte | Liste                                                   | Ortsteile |
| ---- | -------------- | ----- | ------------------------------------------------------- | --------- |
|      | Adenbüttel     |       | Liste der Baudenkmale in Adenbüttel                     |           |
|      | Barwedel       |       | Liste der Baudenkmale in Barwedel*                      |           |
|      | Bergfeld       |       | Liste der Baudenkmale in Bergfeld                       |           |
|      | Bokensdorf     |       | Liste der Baudenkmale in Bokensdorf                     |           |
|      | Brome          |       | Liste der Baudenkmale in Brome                          |           |
|      | Calberlah      |       | Liste der Baudenkmale in Calberlah                      |           |
|      | Dedelstorf     |       | Liste der Baudenkmale in Dedelstorf                     |           |
|      | Didderse       |       | Liste der Baudenkmale in Didderse                       |           |
|      | Ehra-Lessien   |       | Liste der Baudenkmale in Ehra-Lessien                   |           |
|      | Giebel         |       | Liste der Baudenkmale in Giebel (gemeindefreies Gebiet) |           |
|      | Gifhorn        |       | Liste der Baudenkmale in Gifhorn                        |           |
|      | Groß Oesingen  |       | Liste der Baudenkmale in Groß Oesingen                  |           |
|      | Hankensbüttel  |       | Liste der Baudenkmale in Hankensbüttel                  |           |
|      | Hillerse       |       | Liste der Baudenkmale in Hillerse                       |           |
|      | Isenbüttel     |       | Liste der Baudenkmale in Isenbüttel                     |           |
|      | Jembke         |       | Liste der Baudenkmale in Jembke                         |           |
|      | Leiferde       |       | Liste der Baudenkmale in Leiferde                       |           |
|      | Meine          |       | Liste der Baudenkmale in Meine                          |           |
|      | Meinersen      |       | Liste der Baudenkmale in Meinersen                      |           |
|      | Müden (Aller)  |       | Liste der Baudenkmale in Müden (Aller)                  |           |
|      | Obernholz      |       | Liste der Baudenkmale in Obernholz                      |           |
|      | Osloß          |       | Liste der Baudenkmale in Osloß                          |           |
|      | Parsau         |       | Liste der Baudenkmale in Parsau                         |           |
|      | Ribbesbüttel   |       | Liste der Baudenkmale in Ribbesbüttel                   |           |
|      | Rötgesbüttel   |       | Liste der Baudenkmale in Rötgesbüttel                   |           |
|      | Rühen          |       | Liste der Baudenkmale in Rühen                          |           |
|      | Sassenburg     |       | Liste der Baudenkmale in Sassenburg                     |           |
|      | Schönewörde    |       | Liste der Baudenkmale in Schönewörde                    |           |
|      | Schwülper      |       | Liste der Baudenkmale in Schwülper                      |           |
|      | Sprakensehl    |       | Liste der Baudenkmale in Sprakensehl                    |           |
|      | Steinhorst     |       | Liste der Baudenkmale in Steinhorst (Niedersachsen)     |           |
|      | Tappenbeck     |       | Liste der Baudenkmale in Tappenbeck                     |           |
|      | Tülau          |       | Liste der Baudenkmale in Tülau                          |           |
|      | Ummern         |       | Liste der Baudenkmale in Ummern                         |           |
|      | Vordorf        |       | Liste der Baudenkmale in Vordorf                        |           |
|      | Wagenhoff      |       | Liste der Baudenkmale in Wagenhoff*                     |           |
|      | Wahrenholz     |       | Liste der Baudenkmale in Wahrenholz                     |           |
|      | Wasbüttel      |       | Liste der Baudenkmale in Wasbüttel                      |           |
|      | Wesendorf      |       | Liste der Baudenkmale in Wesendorf                      |           |
|      | Weyhausen      |       | Liste der Baudenkmale in Weyhausen                      |           |
|      | Wittingen      |       | Liste der Baudenkmale in Wittingen                      |           |

* Für diese Gemeinden sind keine Baudenkmale ausgewiesen.